# أندرو هنتر (سياسي)
أندرو هنتر (بالإنجليزية: Andrew Hunter) هو سياسي بريطاني، ولد في 8 يناير 1943 بسانت ألبانز في المملكة المتحدة. حزبياً، نشط في حزب المحافظين.

## مناصب
- في الانتخابات العمومية للمملكة المتحدة 1983 [الإنجليزية]‏، انتخب عضو البرلمان التاسع والأربعون للمملكة المتحدة عن دائرة بازينغستوك خلال فترته النيابية ‏ (9 يونيو 1983 – 18 مايو 1987).
- في الانتخابات العمومية للمملكة المتحدة 1987 [الإنجليزية]‏، انتخب عضو البرلمان الخمسون للمملكة المتحدة عن دائرة بازينغستوك خلال فترته النيابية ‏ (11 يونيو 1987 – 16 مارس 1992).
- في الانتخابات العامة في المملكة المتحدة 1992 [الإنجليزية]‏، انتخب عضو البرلمان الحادي والخمسون للمملكة المتحدة عن دائرة بازينغستوك خلال فترته النيابية ‏ (9 أبريل 1992 – 8 أبريل 1997).
- في الانتخابات العامة في المملكة المتحدة 1997 [الإنجليزية]‏، انتخب عضو البرلمان الثاني والخمسون للمملكة المتحدة عن دائرة بازينغستوك وقد انضم خلال فترته النيابية ‏ (1 مايو 1997 – 14 مايو 2001) للكتلة البرلمانية حزب المحافظين.
- انتخب عضو برلمان المملكة المتحدة الـ53 عن دائرة بازينغستوك وقد انضم خلال فترته النيابية ‏ (10 ديسمبر 2004 – 11 أبريل 2005) للكتلة البرلمانية الحزب الديمقراطي الاتحادي.
- انتخب عضو برلمان المملكة المتحدة الـ53 عن دائرة بازينغستوك وقد انضم خلال فترته النيابية ‏ (2 أكتوبر 2002 – 9 ديسمبر 2004) للكتلة البرلمانية مستقل.
- في الانتخابات العامة في المملكة المتحدة 2001، انتخب عضو برلمان المملكة المتحدة الـ53 عن دائرة بازينغستوك وقد انضم خلال فترته النيابية ‏ (7 يونيو 2001 – 1 أكتوبر 2002) للكتلة البرلمانية حزب المحافظين.